# Aua da Ramosa
Die Aua da Ramosa ist ein gut 3 km langer Bach im Schweizer Kanton Graubünden mit der Gewässerlaufnummer 3682.  Sie ist ein steiles, kleines Fliessgewässer der alpinen, karbonatischen Zentralalpen.

## Geographie

### Verlauf
Die 'Aua da Ramosa entspringt der Ostflanke des Piz Cavel. Sie mündet im Val Lumnezia beim Weiler Puzzatsch in die Aua Diesrut und fliesst über den Glenner in den Vorderrhein.
Wo der Wanderweg 6 den Bach kreuzt, steht der von Gion A. Caminada entworfene Geissenstall Alp Parvansauls.

### Zuflüsse
- Rein Pign (links), 2,0 km

## Fussnoten
1. 1 2 3 4 5  Geoserver der Schweizer Bundesverwaltung (Hinweise)
2. ↑  Verzeichnis der geografischen Namen im Kanton Graubünden Seite 2, gr.ch
3. 1 2  Aua da Ramosa schweizerfluss.ch
4. ↑  Fliessgewässertypisierung der Schweiz: Gewässertyp Nr. 39
5. ↑   Michael Pröttel: Surselva, Karte Seite 96